# Manado
Manado (auch Menado) ist die Hauptstadt der nordindonesischen Provinz Sulawesi Utara (Nordsulawesi) auf der Insel Sulawesi.

## Geographie
Manado ist die zweitkleinste (vor Kotamobagu) der vier autonomen Städte der Provinz und belegt 1,12 Prozent deren Fläche.

### Lage und Ausdehnung

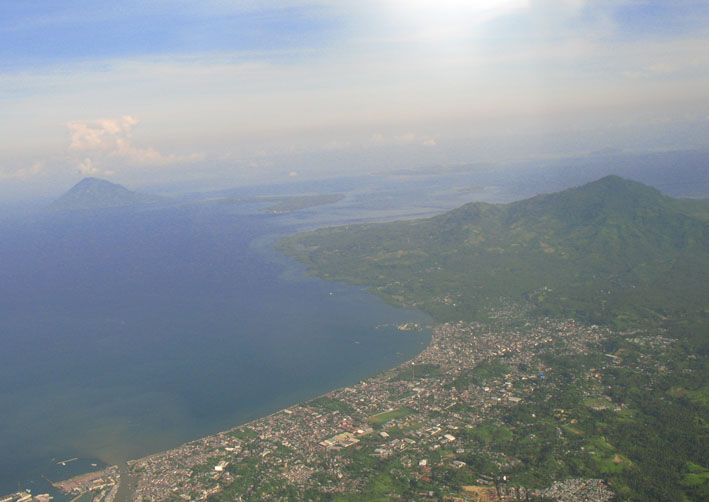
Luftaufnahme von Manado

Manado liegt in der Bucht von Manado und ist von Bergland umgeben. Die Stadt grenzt im Norden und Osten an den Regierungsbezirk Minahasa Utara sowie im Süden an den Bezirk Minahasa. Im Westen stellt die Celebessee eine natürlich Grenze dar.
Zur autonomen Stadt gehören drei Inseln, die dem Distrikt (Kecamatan) Bunaken Kepulauan zugeordnet sind: Manado Tua (10,47 km²), Bunaken (7,94) und Siladen (0,46 km²). Im Stadtgebiet existieren 18 fließende Gewässer, der Fluss (Sungai Paniki) ist mit 15,43 km der längste, der höchste Berg (Gunung Manado Tua) misst 655 Meter.

### Grenzpunkte
Die Stadt erstreckt sich nördlich vom Äquator und besitzt folgende äußere Grenzpunkte:
| Richtung | Kode            | Desa                    | Kecamatan           | Koordinaten          |
| -------- | --------------- | ----------------------- | ------------------- | -------------------- |
| N        | 71.71.10.100200 | Manado Tua Satu a)      | Bunaken Kepulauan   | 001°38?57,70? Br.    |
| O        | 71.71.08.1011   | Paniki Dua              | Mapanget            | 124°56?02,83? ö. L.  |
| S        | 71.71.09.1005   | Malalayang Satu Timur00 | Malalayang          | 001°25?40,88? n. Br. |
| W        | 71.71.10.1003   | Manado Tua Dua b)       | Bunaken Kepulauan00 | 124°40?52,82? ö. L.  |

### Wetter und Klima

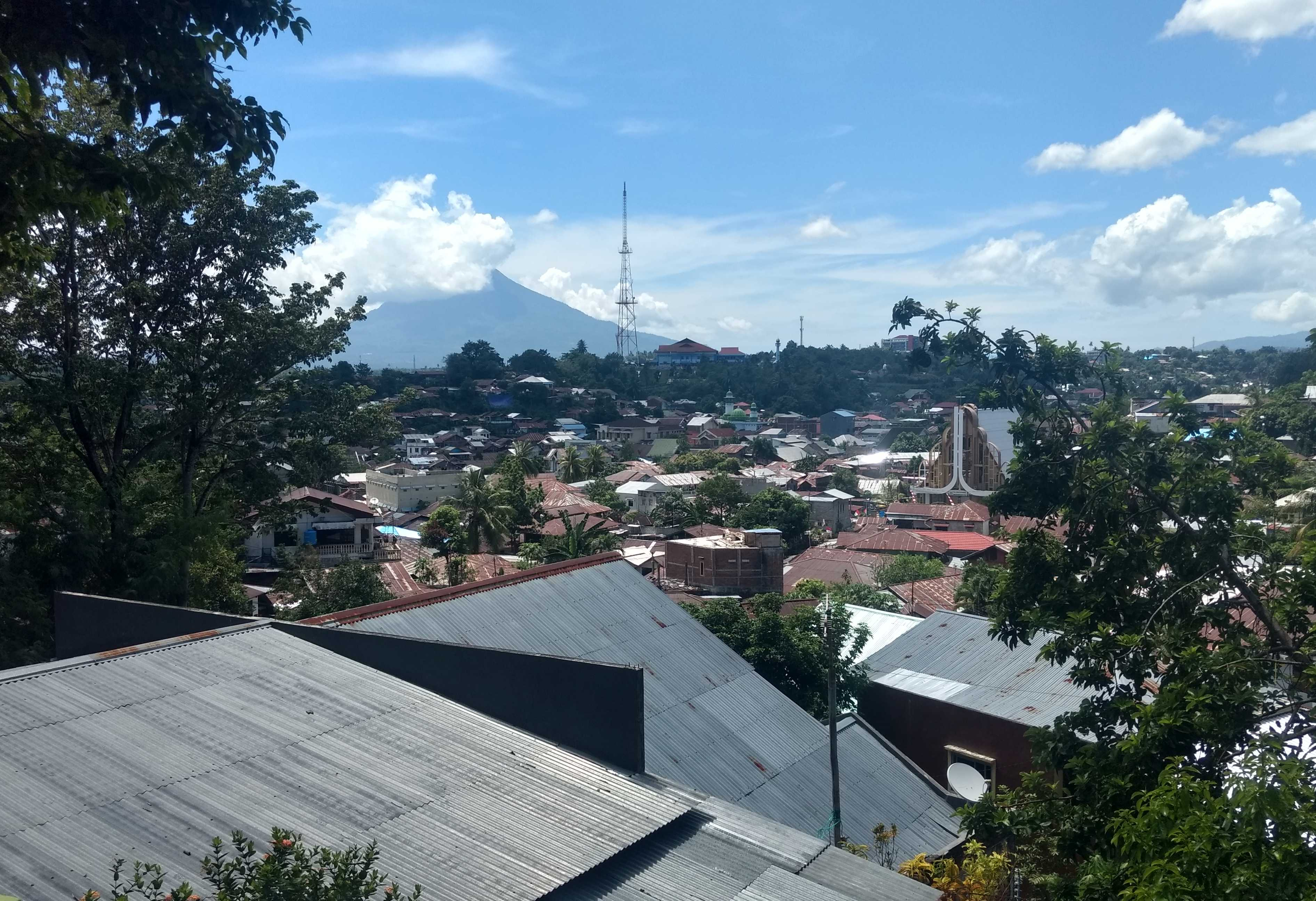
Manado mit dem Vulkan Empung im Hintergrund

Wie der gesamte Inselstaat Indonesien so liegt auch Bitung in den Tropen, wobei zwei Jahreszeiten dominieren, die Trockenzeit (Sommer) und die Regenzeit (Winter) mit fließenden Übergängen. Die Wassertemperaturen lag bei 28 °C. Es herrscht tropisches Regenwaldklima (feuchttropisches Klima)
|                        | Jan   | Feb   | Mär   | Apr   | Mai   | Jun   | Jul   | Aug   | Sep   | Okt   | Nov   | Dez   |   |         |
| Mittl. Temperatur (°C) | 24,42 | 24,01 | 24,23 | 24,67 | 25,56 | 24,62 | 24,13 | 24,53 | 24,59 | 24,6  | 24,9  | 24,76 | ⌀ | 24,6    |
| Mittl. Tagesmax. (°C)  | 30,2  | 29,4  | 28,8  | 30,7  | 32,0  | 29,8  | 28,9  | 29,4  | 29,8  | 29,6  | 30,6  | 30,3  | ⌀ | 30      |
| Mittl. Tagesmin. (°C)  | 16,4  | 16,8  | 17,2  | 14,8  | 18,7  | 18,8  | 18,4  | 17,5  | 17,3  | 16,0  | 15,5  | 18,5  | ⌀ | 17,2    |
|                        |       |       |       |       |       |       |       |       |       |       |       |       |   |         |
| Niederschlag (mm)      | 69,0  | 144,7 | 143,4 | 211,3 | 353,5 | 102,4 | 103,7 | 78,1  | 227,5 | 228,8 | 122,2 | 297,5 | Σ | 2.082,1 |
|                        |       |       |       |       |       |       |       |       |       |       |       |       |   |         |
| Sonnenstunden (h/d)    | 10,2  | 10,9  | 9,5   | 9,7   | 10,2  | 7,9   | 7,9   | 9,3   | 10,5  | 8,4   | 9,8   | 7,9   | ⌀ | 9,3     |
|                        |       |       |       |       |       |       |       |       |       |       |       |       |   |         |
| Regentage (d)          | 15    | 16    | 22    | 19    | 23    | 26    | 21    | 13    | 17    | 19    | 15    | 20    | Σ | 226     |
|                        |       |       |       |       |       |       |       |       |       |       |       |       |   |         |
| Luftfeuchtigkeit (%)   | 81,92 | 83,28 | 84,28 | 82,14 | 81,31 | 83,28 | 83,57 | 80,58 | 81,14 | 81,73 | 80,34 | 80,96 | ⌀ | 82      |

| 16,4 |

| 16,8 |

| 17,2 |

| 14,8 |

| 18,7 |

| 18,8 |

| 18,4 |

| 17,5 |

| 17,3 |

| 16,0 |

| 15,5 |

| 18,5 |

| 16,4 |

| 16,8 |

| 17,2 |

| 14,8 |

| 18,7 |

| 18,8 |

| 18,4 |

| 17,5 |

| 17,3 |

| 16,0 |

| 15,5 |

| 18,5 |

| N i e d e r s c h l a g | 69,0 | 144,7 | 143,4 | 211,3 | 353,5 | 102,4 | 103,7 | 78,1 | 227,5 | 228,8 | 122,2 | 297,5 |
|                         | Jan  | Feb   | Mär   | Apr   | Mai   | Jun   | Jul   | Aug  | Sep   | Okt   | Nov   | Dez   |

## Verwaltungsgliederung
Die Stadt ist als Verwaltungseinheit der 2. Stufe (indonesisch Daerah Tingkat II) direkt der Provinz untergeordnet. Die autonome Stadt (Kota) Manado wird in elf Distrikte geteilt, die sich des Weiteren in 87 Dörfer mit städtischem Charakter (Kelurahan) und weiterhin in 510 Lingkungan (Neighborhood Area) gliedern. 2013 kamen zwei neue Distrikte hinzu: Paal Dua (ausgegliedert aus Tikala) sowie Bunaken Kepulauan (ausgegliedert aus Bunaken).
| Code 1   | Kecamatan Distrikt  | Ibu Kota Verwaltungssitz | Fläche (km²) | Einwohner Census 2010 2 | Volkszählung 2020 | Volkszählung 2020 | Volkszählung 2020 | Anzahl der Kel. / Link. 6 | Anzahl der Kel. / Link. 6 |
| Code 1   | Kecamatan Distrikt  | Ibu Kota Verwaltungssitz | Fläche (km²) | Einwohner Census 2010 2 | Einwohner 3       | 0Dichte 40        | Sex Ratio 5       | Anzahl der Kel. / Link. 6 | Anzahl der Kel. / Link. 6 |
| -------- | ------------------- | ------------------------ | ------------ | ----------------------- | ----------------- | ----------------- | ----------------- | ------------------------- | ------------------------- |
| 71.71.01 | Bunaken             | Molas                    | 32,00        | 20.828                  | 25.669            | 802,2             | 105,50            | 5 / 26                    |                           |
| 71.71.02 | Tuminiting          | Bitung Karang Ria00      | 5,26         | 52.089                  | 53.759            | 10220,3           | 101,38            | 10 / 48                   |                           |
| 71.71.03 | Singkil             | Singkil                  | 4,87         | 46.721                  | 52.732            | 10827,9           | 100,47            | 9 / 48                    |                           |
| 71.71.04 | Wenang              | Tikala Kumaraka          | 3,47         | 32.796                  | 32.601            | 9395,1            | 99,87             | 12 / 56                   |                           |
| 71.71.05 | Tikala              | Tikala Baru              | 6,69         | 69.734                  | 30.174            | 4510,3            | 102,10            | 5 / 28                    |                           |
| 71.71.06 | Sario               | Sario                    | 1,99         | 23.198                  | 21.740            | 10924,6           | 98,03             | 7 / 34                    |                           |
| 71.71.07 | Wanea               | Wanea                    | 8,47         | 56.962                  | 59.757            | 7055,1            | 100,25            | 9 / 60                    |                           |
| 71.71.08 | Mapanget            | Paniki Bawah             | 53,58        | 53.194                  | 63.275            | 1180,9            | 101,08            | 10 / 73                   |                           |
| 71.71.09 | Malalayang          | Malalayang Satu          | 17,96        | 54.959                  | 61.891            | 3446,1            | 100,50            | 9 / 67                    |                           |
| 71.71.10 | Bunaken Kepulauan00 | Bunaken                  | 18,88        | –                       | 6.303             | 333,9             | 103,13            | 4 / 18                    |                           |
| 71.71.11 | Paal Dua            | Ranomuut                 | 9,38         | –                       | 44.015            | 4692,4            | 100,54            | 7 / 52                    |                           |
| 71.71    | Kota Manado         | Kota Manado              | 162,53       | 410.481                 | 451.916           | 2780,5            | 100,91            | 87 / 510                  |                           |

## Geschichte
Die Stadt wurde 1623 gegründet. Die Niederländische Ostindien-Kompanie errichtete 1658 in Manado eine Festung. Zwischen 1820 und 1860 erfolgte die äußerst erfolgreiche Missionierung der Minahasa, die in und um Manado leben, durch niederländische Missionare. 1830 wurde der javanesische Prinz Diponegoro von der niederländischen Regierung nach Manado ins Exil verbannt. 1844 ebnete ein Erdbeben die Stadt ein, so dass sie von den Niederländern von Grund auf neu errichtet werden musste. 14 Jahre später bezeichnete der Naturforscher Alfred Wallace bei einem Besuch die Stadt als eine der schönsten des Ostens. Die Niederländer übten auf die Region so großen wirtschaftlichen und kulturellen Einfluss aus, dass sie zeitweise als zwölfte Provinz der Niederlande bezeichnet wurde.
Von 1942 bis 1945 war Manado von den Japanern besetzt. 1945 wurde Manado von den Alliierten schwer bombardiert.
Im indonesischen Unabhängigkeitskrieg war die Bevölkerung gespalten zwischen Nationalisten und denen, die eine niederländische Oberherrschaft favorisierten. In den 1950er Jahren wurde Manado zum Zentrum einer Bewegung, die dagegen Einspruch erhob, dass Javaner den jungen indonesischen Staat dominierten, und die eine Gleichbehandlung der Peripherie (zum Beispiel von Sulawesi) durch die Zentralregierung forderte. Im März 1957 wurde in Manado durch die Charta des universellen Kampfes (Piagam Perjuangan Semesta Alam) die Autonomie Sulawesis proklamiert. Eine Rebellenbewegung entstand, die sich nach der Charta „Permesta“ (aus Perjuangan Semesta) nannte. Die Permesta-Bewegung übernahm die Macht in Manado und erklärte Manado zu ihrer Hauptstadt. Daraufhin bombardierte die indonesische Luftwaffe im Februar 1958 Manado; im Juni 1958 eroberten indonesischen Truppen die Stadt.
Neben den drei Kabupaten (Regierungsbezirken) Bolaang Mongondow, Minahasa und Kepulauan Sangihe gehörte Manado zu dem Teil des Kabupaten Sulawesi Utara-Tengah, der 1964 als Sulawesi Utara eine eigenständige Verwaltungseinheit 1. Ordnung wurde (UU Nomor 13 Tahun 1964).
Durch den Bau des Tiefseehafens Bitung und direkte Flugverbindungen nach Singapur nahmen Handel und Tourismus seit den 1990er Jahren zu. Der Tourismus lebt vor allem von Manados Ruf als Taucherparadies wegen seiner Korallenriffe.
In Manado fand im Mai 2009 die erste Welt-Ozean-Konferenz statt.

## Demographie
Die Mehrheit der Bevölkerung gehört der Volksgruppe der Minahasa an. Daneben gibt es eine traditionell starke chinesische Minderheit in der Stadt. In der Stadt und ihrer Umgebung wird Manado Malay, eine Kreolsprache, gesprochen. Bei den Einheimischen sind auch Gesichtszüge der Filipinos sichtbar.
Die Stadt ist die größte in der Provinz und hat einen Bevölkerungsanteil von 17,37 Prozent. Hinsichtlich ihrer Bevölkerungsdichte ist sie ebenso Spitzenreiter (2.829,7 Einw. je km²). Zum Zensus 2020 stand sie auf Position 28 der Rangliste (Angaben von Ende 2024).

### Soziale Daten 2020

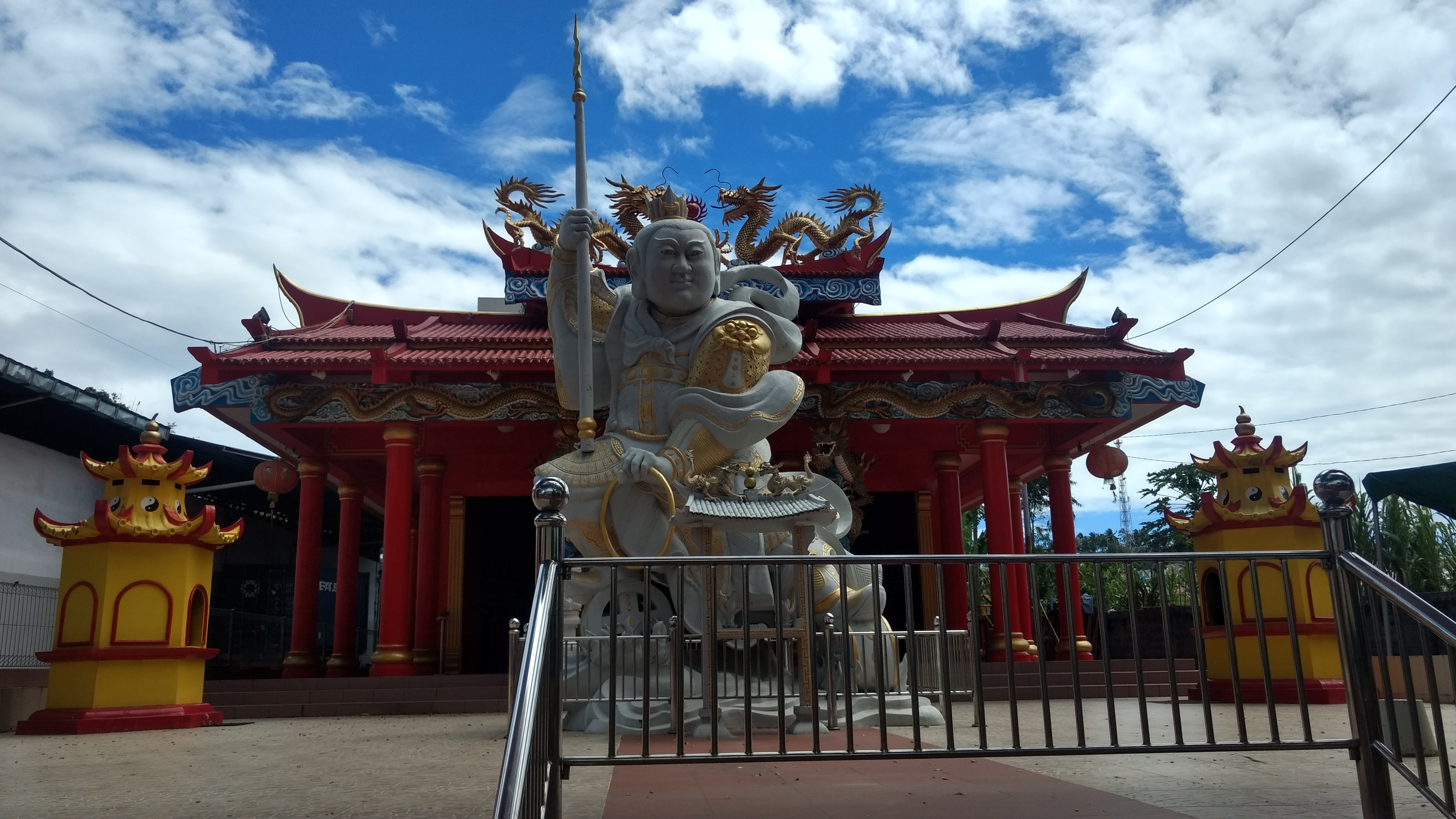
Der Ban Hin Kiong Tempel

| Merkmal                                                             | Kota Manado | 0Prov. Sulawesi Utara0 |
| ------------------------------------------------------------------- | ----------- | ---------------------- |
| Bevölkerung unterhalb der Armutsgrenze (Tsd.)00                     | 25,550      | 192,370                |
| Anteil der „armen Bevölkerung“ (indonesisch Penduduk miskin) (%)000 | 5,860       | 7,620                  |
| Arbeitslosenrate (%)                                                | 13,880      | 7,370                  |
| Lebenserwartung bei der Geburt (Jahre)                              | 71,870      | 71,690                 |
| HDI-Index                                                           | 78,930      | 72,930                 |
| Analphabetenrate (in %, 15+ J.)                                     | 0,040       | 0,210                  |
| Anteil der Altersgruppen                                            | 0Real0      | 0Prozentual0           |
| Kinder (<15 J.)                                                     | 102.7180    | 22,730                 |
| arbeitsfähige Bevölkerung (15–64 J.)                                | 316.0030    | 69,930                 |
| Rentner und Pensionäre (>65 J.)                                     | 33.1950     | 7,350                  |

### Religion und Bevölkerungsverteilung
Von der Bevölkerung am Jahresende 2024 waren 48,00 (33,86) % ledig; 45,62 (58,02) % verheiratet; 1,46 (1,86) % geschieden und 4,92(6,26) % verwitwet. Die kursiven Zahlen in Klammern geben den Anteil der über 15-jährigen an (98.219, das entspricht 21,38 % der Bevölkerung). 34.022 Personen waren 65 Jahre und älter, das sind 7,41 Prozent der Kota.
| Religion       | 2020        | 2020     | 2020                           | 2024 Anteil |
| Religion       | Anzahl      | Anteil % | Gebäude                        | 2024 Anteil |
| -------------- | ----------- | -------- | ------------------------------ | ----------- |
| Islam          | 193.1220    | 36,370   | 202 9)                         | 31,17       |
| Christen insg. | 333.450 10) | 62,80    | 7390                           | 67,99       |
| Davon:         |             |          |                                |             |
| Protestanten   | 306.2620    | ~ 920    | 7170                           | 62,68       |
| Katholiken     | 27.1880     | ~ 80     | 220                            | 5,31        |
|                |             |          |                                |             |
| Hindus         | 8050        | 0,150    | 4 Pura, 21 Vihara, 1 Klenteng0 | 0,17        |
| Buddhisten     | 3.2870      | 0,620    | 4 Pura, 21 Vihara, 1 Klenteng0 | 0,61        |
| Konfuzionisten | 3100        | 0,060    | 4 Pura, 21 Vihara, 1 Klenteng0 | 0,06        |

| Jahr | Gesamt- Bevölkerung | Männer  | %     | Frauen  | %     | Sex Ratio 5) |
| 2016 | 464.782             | 234.493 | 50,45 | 230.289 | 49,55 | 101,83       |
| 2017 | 468.796             | 236.068 | 50,36 | 232.728 | 49,64 | 101,44       |
| 2018 | 470.922             | 237.482 | 50,43 | 233.440 | 49,57 | 101,73       |
| 2019 | 473.322             | 238.607 | 50,41 | 234.715 | 49,59 | 101,66       |
| 2020 | 475.557             | 239.014 | 50,26 | 236.543 | 49,74 | 101,04       |
| 2021 | 475.964             | 239.012 | 50,22 | 236.952 | 49,78 | 100,87       |
| 2022 | 477.103             | 239.899 | 50,28 | 237.204 | 49,72 | 101,14       |
| 2023 | 463.615             | 232.751 | 50,20 | 230.864 | 49,80 | 100,82       |
| 2024 | 459.409             | 230.999 | 50,28 | 228.410 | 49,72 | 101,13       |

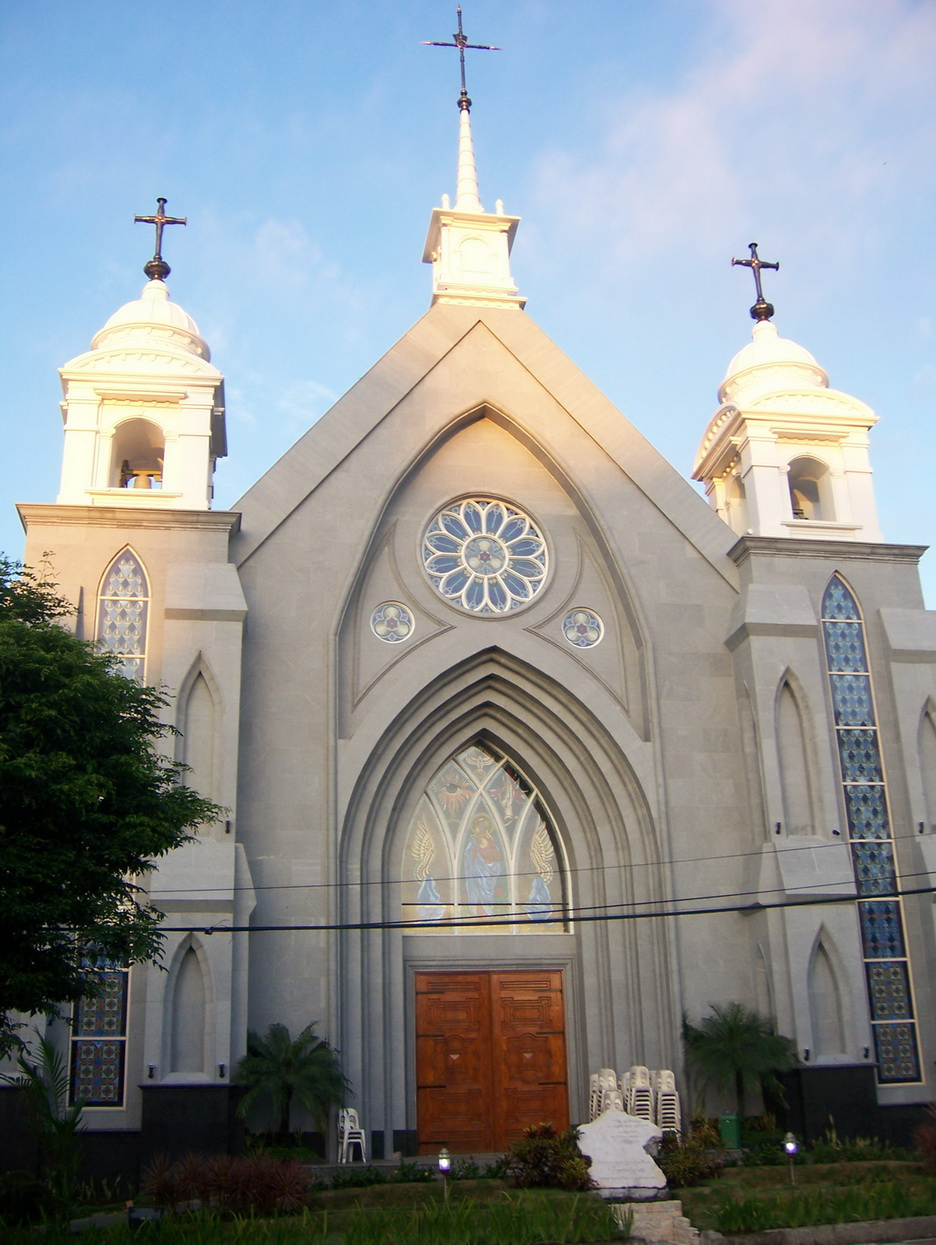
Katholische Kirche in Manado

Obige Tabelle gibt die durch die Zivilstandsbüros (Disdukcapil, indonesisch Dinas Kependudukan dan Pencatatan Sipil) veröffentlichten Fortschreibungsergebnisse zum Jahresende wieder.

### Aktuelle Daten der Bevölkerungsfortschreibung
Nachfolgende Tabelle gibt den Einwohnerstand nach Geschlecht zu den letzten beiden Volkszählungen (2010, 2020) sowie für die Jahresenden 2022 und 2024 wieder. Letzterer resultiert aus den Ergebnissen der Fortschreibung durch die örtlichen Zivilstandsbüros (Disdukcapil, indonesisch Dinas Kependudukan dan Pencatatan Sipil). Der aktuelle Einwohnerstand kann jederzeit in einer interaktiven Karte abgerufen werden.

| Kecamatan           | 2010    | 2010    | 2010    | 2020    | 2020    | 2020    | Fortschreibung am Jahresende | Fortschreibung am Jahresende | Fortschreibung am Jahresende | Fortschreibung am Jahresende | Fläche 2024 km² | kalkulierte Werte 2024 | kalkulierte Werte 2024 |
| Kecamatan           | Insg.   | männl.  | weibl.  | Insg.   | männl.  | weibl.  | 2022                         | 2024                         | 2024                         | 2024                         | Fläche 2024 km² | Dichte (Einw. je km²)  | Sex Ratio              |
| ------------------- | ------- | ------- | ------- | ------- | ------- | ------- | ---------------------------- | ---------------------------- | ---------------------------- | ---------------------------- | --------------- | ---------------------- | ---------------------- |
| Bunaken             | 20.828  | 10.589  | 10.239  | 25.669  | 13.178  | 12.491  | 26.130                       | 27.810                       | 14.182                       | 13.628                       | 32,04           | 868,06                 | 104,07                 |
| Tuminting           | 52.089  | 26.393  | 25.696  | 53.759  | 27.064  | 26.695  | 53.984                       | 54.392                       | 27.523                       | 26.869                       | 5,26            | 10.342,65              | 102,43                 |
| Singkil             | 46.721  | 23.625  | 23.096  | 52.732  | 26.428  | 26.304  | 53.025                       | 53.801                       | 27.114                       | 26.687                       | 4,88            | 11.018,02              | 101,60                 |
| Wenang              | 32.796  | 16.103  | 16.693  | 32.601  | 16.290  | 16.311  | 32.633                       | 32.307                       | 16.267                       | 16.040                       | 3,38            | 9.561,11               | 101,42                 |
| Tikala              | 69.734  | 35.391  | 34.343  | 30.174  | 15.244  | 14.930  | 30.196                       | 30.969                       | 15.543                       | 15.426                       | 6,68            | 4.634,00               | 100,76                 |
| Sario               | 23.198  | 11.573  | 11.625  | 21.740  | 10.762  | 10.978  | 21.724                       | 20.952                       | 10.438                       | 10.514                       | 2,00            | 10.491,74              | 99,28                  |
| Wanea               | 56.962  | 28.233  | 28.729  | 59.757  | 29.916  | 29.841  | 59.829                       | 58.996                       | 29.657                       | 29.339                       | 8,57            | 6.882,41               | 101,08                 |
| Mapanget            | 53.194  | 26.873  | 26.321  | 63.275  | 31.807  | 31.468  | 64.380                       | 67.617                       | 33.753                       | 33.864                       | 53,59           | 1.261,77               | 99,67                  |
| Malalayang          | 54.959  | 27.512  | 27.447  | 61.891  | 31.022  | 30.869  | 62.202                       | 62.618                       | 31.434                       | 31.184                       | 17,80           | 3.517,87               | 100,80                 |
| Bunaken Kepulauan00 | –00     | –00     | –00     | 6.303   | 3.200   | 3.103   | 6.323                        | 6.308                        | 3.211                        | 3.097                        | 18,78           | 335,84                 | 103,68                 |
| Paal Dua            | –00     | –00     | –00     | 44.015  | 22.067  | 21.948  | 44.180                       | 43.639                       | 21.877                       | 21.762                       | 9,37            | 4.657,31               | 100,53                 |
| Kota Manado         | 410.481 | 206.292 | 204.189 | 415.916 | 226.978 | 224.938 | 454.606                      | 459.409                      | 230.999                      | 228.410                      | 162,35          | 2.829,71               | 101,13                 |

## Wirtschaft und Verkehr
Am Piere Tendean Boulevard allein finden sich vier Einkaufszentren: Mega Mall, Manado Town Square, Boulevard Mall and IT Center.
13 km nordöstlich der Stadt befindet sich der Flughafen Sam Ratulangi Airport.

## Sehenswürdigkeiten

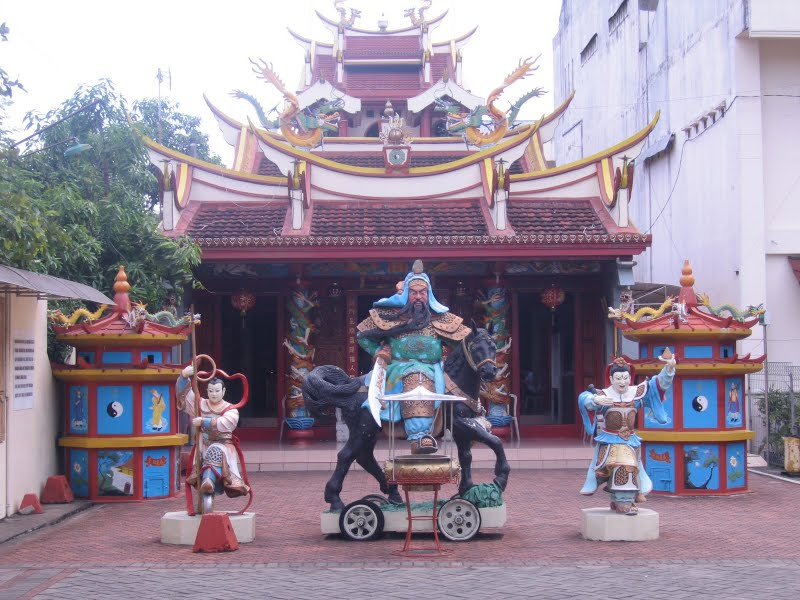
Ban Hin Kiong, Chinesischer Tempel in Manado

Die Hauptattraktion sind die Tauchgebiete der vorgelagerten Insel Bunaken mit ihrem Unterwassernationalpark. Die Stadt selbst ist heute durch Einkaufszentren geprägt und bietet ein gesichtsloses Erscheinungsbild. Sehenswert ist das Provinzmuseum Museum Negeri Propinsi Sulawesi Utara mit traditionellen Trachten und Haushaltsgegenständen.
Weiter erwähnenswert sind der chinesische Tempel Kienteng Ban Hian Kong aus dem 19. Jahrhundert und der älteste buddhistische Tempel in Ostindonesien. Im Februar wird dort ein Festival veranstaltet.
Im Hinterland bieten die Vulkane Gunung Lokon und Gunung Klabat und die Seen Danau Linow und Danau Tondano ein reizvolles Landschaftsbild. Kulturell interessant sind die Gebetsstätte für alle indonesischen Religionen Bukit Kasih bei Tomohon und die Hockgräber der Minahasa, sogenannte Warugas, in Airmadidi. Nahe Bitung befindet sich der Tangkoko-Duasudara-Naturpark, in dem Makaken und auf Sulawesi endemisch lebende Koboldmakis in freier Wildbahn zu beobachten sind. In Manado befindet sich die Statue Der segnende Christus (Manado).

## Zeitungen
- Manado Post
- Koran Manado
- Tribun Sulut
- Manado Today
- Media Sulut
- Manado Terkini

## Küche

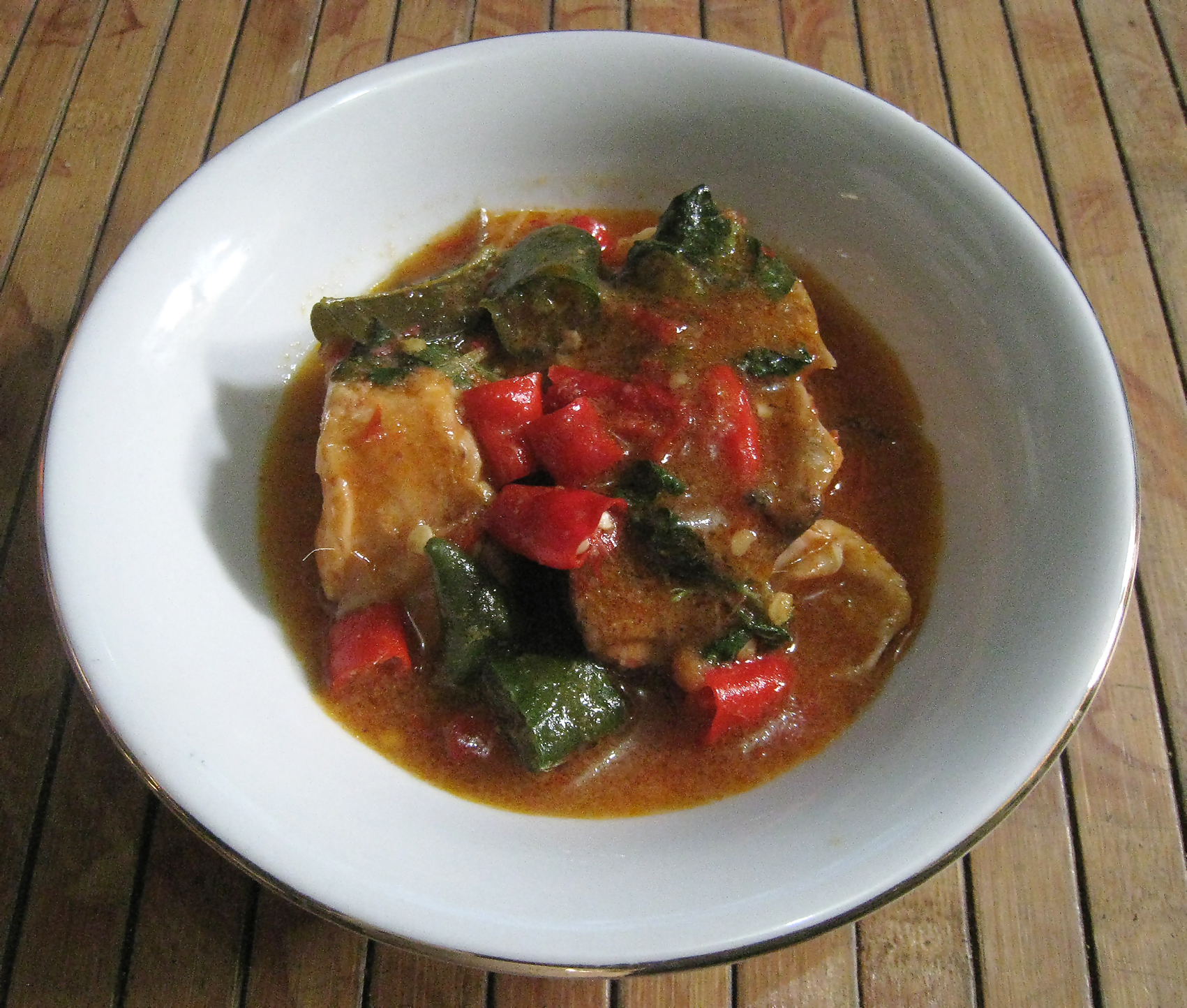
Ayam rica-rica

Die Küche der Minahasa gilt als scharf gewürzt. Gegessen wird Fleisch von Schwein, Rind, Huhn bis Katze, Hund (abgekürzt als RW für rintek wuuk, „feines Haar“, auf der Speisekarte), Ratte und Fledermaus. Bekannt ist rica-rica, ein scharf gewürztes Pfannengericht, und tinutuan, ein Eintopf, auch als bubur Manado bezeichnet.

## Sport
Seit 2019 besitzt Manado auch einen Fußballverein, Sulut United. Er spielt aktuell in der Liga 3, der dritthöchsten Spielklasse Indonesiens.

## Städtepartnerschaften
- Bristol, England
- Liverpool, England
- Rio de Janeiro, Brasil
- Eindhoven, Niederlande
- San Sebastian, Spanien
- Bethlehem, Wilayah Otoritas, Israel
- Cebu, Philippinen
- Davao City, Philippinen
- Zamboanga City, Philippinen
- Qingdao, China
- Anyang, Südkorea
- Alor Setar, Malaysia
- Kuantan, Malaysia
- Koror, Palau

## Söhne und Töchter der Stadt
- Philippe Bär (1928–2025), römisch-katholischer Bischof von Rotterdam
- Flandy Limpele (* 1974), Badmintonspieler
- Deyana Lomban (* 1976), Badmintonspielerin
- Liliyana Natsir (* 1985), Badmintonspielerin
- Merle Wasmuth (* 1988), deutsche Schauspielerin